# Neosminthurus clavatus
Neosminthurus clavatus är en urinsektsart som först beskrevs av Banks 1897.  Neosminthurus clavatus ingår i släktet Neosminthurus och familjen Sminthuridae. Inga underarter finns listade i Catalogue of Life.